# Нара Шікамару
Нара Шікамару (яп. 奈良　シカマル) — герой манґа- і аніме-серіалу «Naruto», створеного і намальованого манґакою Кішімото Масаші, хлопець із команди № 10, що складається з нього, Іно Яманака, Чоджі Акімічі. Сенсеєм (вчителем) є Сарутобі Асума.
Його ім’я служить суфіксом у чоловічих іменах, але окремо «шика» означає олень, а «мару» - круглий, або ж добре розвинутий. «Нара» походить від назви парку Нара, відомого оленячого парку. 
У опитуваннях щодо популярності героїв журналу «American Shonen Jump» Шикамару часто посідає четверте або п‘яте місце. Однак, недавно, його популярність опустилася до десятої сходинки. Він - єдиний зі своєї команди, кому вдалося ввійти у першу десятку. 
Шікамару - геніальний стратег, що здатен продумувати найскладніші схеми боїв, а також продумувати вчинки супротивника наперед. Однак, його розум часто затьмарюється неймовірною лінню, яка притаманна хлопцю. Шикамару - справжній ніндзя Селища, Схованого в Листі, він готовий ризикувати життям заради рідного селища і часто керує важливими місіями. Його вірність і самовіддача проявляються і в його рішеннях, коли він керується потребами оточення, а не своїми власними.

## Характер
Найголовнішою рисою, притаманною Шікамару, є його лінь. Він настільки лінивий, що волів би постійно спостерігати за хмарками і нічим не перейматися. Це – його улюблене заняття. Окрім цього, решта справ є дуже важкими для Шікамару, і він не приховує цього, часто кажучи: “От тягар!“ або “Це так проблематично!”
Відповідно для Шікамару майже кожна справа завдає клопотів. Якби все залежало від нього, він би проводив цілий день лінуючись і граючи в ігри, наприклад шахи, в яких йому нема рівних. Його сенсей (вчитель) Асума Сарутобі вірить, що одного дня Шікамару стане геніальним військовим лідером.
Окрім неймовірної ліні, Шікамару часто називає себе головним боягузом. І хоча він повторює це доволі часто, насправді це не так. У найважливіший момент він завжди готовий прийти на допомогу, ризикуючи життям. Також у становленні його сміливості велику роль відіграв його сенсей- Асума Сарутобі, який значив дуже багато у житті хлопця.
Також Шікамару стверджує, що зовсім не розуміє жінок. Це склалося через те, що Шікамару оточують жінки з норовом – його матір, яка( за словами його батька) тримає чоловіка на короткій прив’язі; Іно Яманака, член його команди, дівчина добра й розумна, яка, однак, завжди прямо вказує людині на її недоліки; та кунойічі Селища Піску Темарі, (з якою найчастіше помічають Шікамару) – темпераментна та горда, хоча всередині мила та приємна.

## Відносини між персонажами
Найближчим другом Шікамару є член його команди, Чоджі Акімічі. Шікамару став найпершим і найвідданішим другом Чоджі, з якого всі насміхалися через зайву вагу. Тільки Шікамару зрозумів, яким добрим товаришем і вірним порадником є Чоджі. Хлопці щиро заприятелювали, а з роками їхня дружба тільки міцнішала.
До Іно Шікамару відноситься як до подруги і незмінного члена команди. Хоча часто Іно дорікає Шікамару за його лінь і поступливість, за роки, проведені разом, вони стали ближчими між собою. Особливо це помітно під час Екзамену для підвищення у званні до рівня Чунін, де Шікамару заступається за Іно у суперечці з Наруто і вирішує допомогти їй захистити Сакуру.
До Наруто у І частині Шікамару відносився доволі негативно, вважаючи його безглуздим дурнем. Адже, порівняно з аналітичним складом розуму Шікамару, Наруто і справді здається дурником. Однак згодом, а саме під час місії повернення Саске, Узумакі та Нара починають спільно діяти, показуючи командний дух і взаєморозуміння.
Дуже важливими людьми у житті Шікамару є його батько Шікаку Нара, який навчив його основних технік клану, та сенсей Асума Сарутобі, який повірив у хлопця і вважав його прекрасним ніндзя.

## Перша частина

### Дитинство
Шікамару походить з клану Нара, чиї техніки пов’язані з тінню і її контролем. Лінь Шікамару проявлялася ще тоді, в юному віці. Тоді Шікамару познайомився з хлопчиком з клану Акімічі на ім’я Чоджі. Цей малий товстун привернув увагу Шікамару своїм добрим серцем, а також милосердним ставленням да всього живого. Шікамару став його найближчим другом, ніколи не нагадуючи другові про зайву вагу, знаючи, скільки болю це приносить другові.
Шікамару – дійсно безтурботний і добродушний товариш. В Академії Ніндзя він мам майже такі ж оцінки, що й Наруто (а саме- найнижчі). Але це все лише через те, що Шікамару був занадто лінивим навіть для того, щоб підняти олівець. Правда те, що насправді він надзвичайно розумний. Одного разу Шікамару здав IQ тест, і в результаті виявилося, що його рівень IQ- понад 200 (що винятково високо).

### Команда №10
```
Шікамару увійшов у команду № 10, що складалася з нього, 
Чоджі Акімічі
 та кунойічі 
Іно Яманака
. Спершу не здавалося, що члени команди раді такому складу. Однак згодом виявилося, що в команді №10 дуже сильний командний дух, і всі члени ідеально підходять один одному, підтримуючи навички кожного і дружбу в команді.
```

Вперше команда проявляє себе під час Екзамену для підвищення у званні до рівня Чунін. Тоді молоді ніндзя демонструють себе боягузами, ховаючись від опонентів. Однак, спостерігаючи двобій Сакури з Кін, команда №10 вивішує прийти дівчині на допомогу. Шікамару тоді демонструє себе як стратег, продумуючи план дій. Після цього команда починає активно діяти і проходить у наступний тур екзамену.
У поєдинку II туру екзамену Шікамару доводиться зустрітися з Кін, кунойічі Селища Звуку. Однак завдяки прекрасному плану Шікамару з легкістю перемагає суперницю.
У III турі Шікамару доводиться зустрітися з Темарі- кунойічі Селища Піску. Йому лінь змагатися, і не хочеться змагатися з дівчиною, але продуманий план дій дозволяє Шікамару визначити наперед кожен хід Темарі. Наприкінці самого поєдинку, коли Шікамару вже от-от мав перемогти, він здається, оскільки вважає, що має недостатньо чакри. Всі вражені таким рішенням Шікамару.
Однак саме за цей вчинок Шікамару єдиний зі всіх Ґенін стає Чунін- наступним рівнем ніндзя. Адже спостерігачі бою оцінили саме вміння мислити Шікамару, а також здатність критично оцінювати ситуацію.
Під час нападу Орочімару на Селище Листя, Шікамару не потрапляє під дію Ґенджутсу Кабуто,але прикидається паралізованим щоб не втручатись у події. Згодом він усе ж мусить діяти і допомагає Наруто і Сакурі переслідувати Саске. По дорозі Шікамару стає на шляху ворожих ніндзя, щоби дати змогу Наруто і Сакурі наздогнати Саске. Під час двобою на допомогу Шікамару приходить його сенсей Асума, який рятує хлопця.

### Саске залишає Коногу
Коли Саске покинув Коногу і вирушив до Орочімару, Шікамару став лідером команди, яка мала би повернути його додому. Під час цієї місії Шікамару веде себе як справжній лідер, продумує обманні маневри проти ворогів. Його самопожертва і відданість часто рятують команду, він ризикує життям у поєдинку з Таюєю, тільки щоб Наруто встиг наздогнати Саске.
На щастя, під час цього поєдинку у бій втручається Темарі, яка разом зі своєю командою приходить на допомогу ніндзям Коноги. І хоча місія провалюється, всі повертаються додому живими.
Шікамару дуже переживає за друзів, які зазнали поранень під час місії. У цьому він винить себе. Тому дізнавшись про одужання всіх членів команди, Шікамару не може стримати сльози.
Згодом у філерах знову показано команду №10, з набагато вищим рівнем навичок ніндзя. Команда приходить на допомогу Наруто і рятує його під час повстання у в’язниці під проводом Мізукі. 

## Друга частина

### Смерть Асуми
У II частині показано старшого на 3 роки Шікамару. Тепер його ранг- Чунін- екзаменатор, він проводить Екзамен для підвищення у званні до рівня Чунін. У цьому йому допомагає Темарі, як ніндзя Селища Піску, її часто помічають з Шікамару. Наруто, зустрівши цих двох, запитує, чи в них не побачення, однак вони це заперечують.
Згодом команді Асуми випадає місія, де їм доводиться зустрітися із противниками неймовірної сили — Хіданом та Какузу, членами Акацукі. Під час поєдинку з Хіданом, в якому команда зуміла відрізати ворогу голові - гине Асума Сарутобі. Останні настанови Асуми глибоко хвилюють Шікамару.
Шікамару, схвильований смертю улюбленого вчителя, не без допомоги команди Наруто, ховає Хідана заживо, використовуючи єдиний спосіб покінчити з ним.

### Техніки
Потрібно сказати, що найсильніша зброя Шікамару – його розум. Він уважно аналізує ситуацію, і завжди думає прямо перед тим, як робити щось необдумано. Об’єднавши це з дуже хитрим використанням його найкращої техніки, Копіювання Тіні, Шікамару не можна недооцінювати.
Саме Копіювання Тіні, а також інші техніки, основані на цих можливостях, і є найголовнішими можливостями Шікамару. Окрім простого контролю тіні супротивника, Шікамару розвинув здібність Душення Тінню. Ці техніки не дозволяють одразу перемогти супротивника, тому Шікамару використовує свою логіку для того, щоб заманити суперника у пастку.

## Третя Частина
У третій частині аніме серіалу "Наруто" – Шикамару працює радником у резиденції хокаге. В той час Наруто уже став лідером селища схованого в листі. Шикамару одружений з Темарі, з якою він бився у першому сезоні аніме. Ще тоді Темарі захопилася його геніальним розумом та спритністю. У цієї пари народився син Шикадай, який також, як і його батько володіє чудовим стратегічним мисленням і тіньовим дзюцу.